# 新井宿駅
新井宿駅（あらいじゅくえき）は、埼玉県川口市大字新井宿にある、埼玉高速鉄道埼玉高速鉄道線（埼玉スタジアム線）の駅である。駅番号はSR 23。

## 歴史
- 2001年（平成13年）3月28日：開業。
- 2007年（平成19年）3月18日：ICカード「PASMO」の利用が可能となる[1]。
- 2015年（平成27年）10月1日：副駅名「木風堂 kippudo　最寄駅」を設定[2]。

## 駅構造
島式ホーム1面2線を有する地下駅。保安用にホームドアシステムを装備する。ステーションカラーは   萌黄色。
駅出入口は2か所あるが、地上部はゆるやかな坂になっており、出入口によって改札階までの深さが異なる。地下1階が駐輪階、地下2階が改札階、地下3階がホームとなっており、バス停に連絡する1番出入口に地上と結ぶエレベーター及びエスカレーターが設置されている。
なお、駐輪階への出入口は1番出入口側の至近にあり、それぞれ地上部の駅前の道を挟んで建物は別々となっている。

### のりば
| 番線 | 路線           | 方向 | 行先         |
| ---- | -------------- | ---- | ------------ |
| 1    | 埼玉高速鉄道線 | 下り | 浦和美園方面 |
| 2    | 埼玉高速鉄道線 | 上り | 赤羽岩淵方面 |

（出典：埼玉高速鉄道:駅構内図）

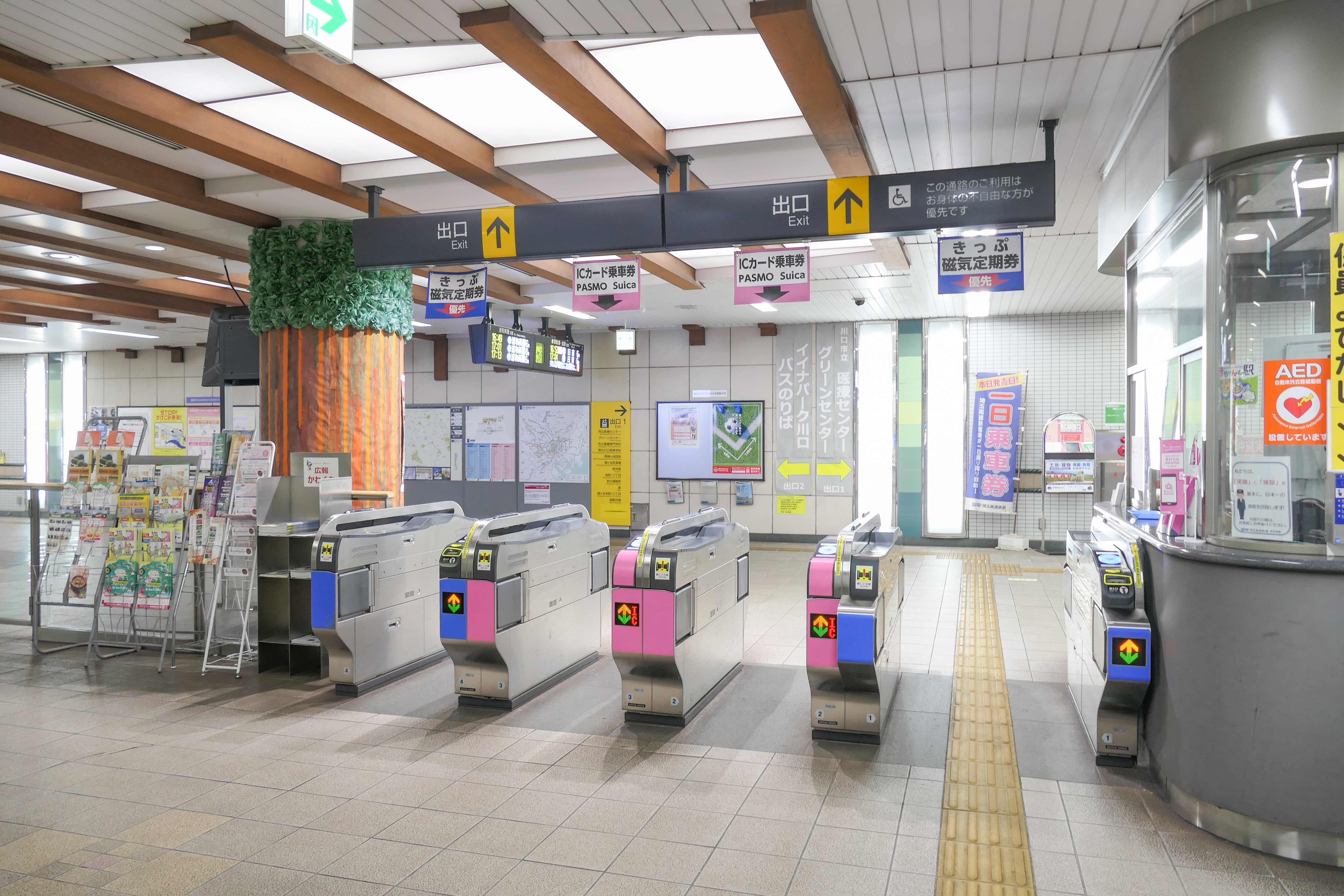
改札口（2022年12月）
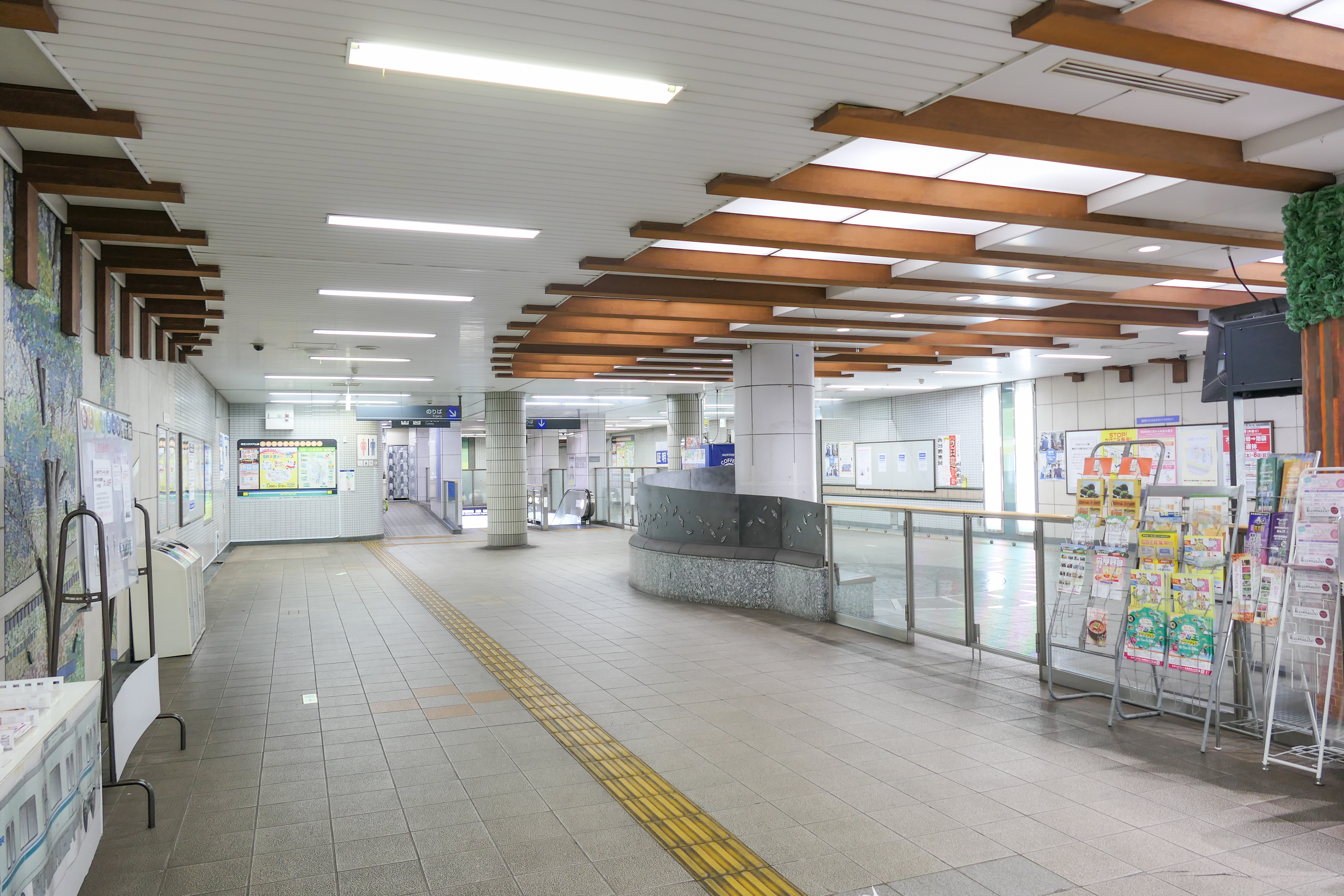
構内コンコース（2022年12月）
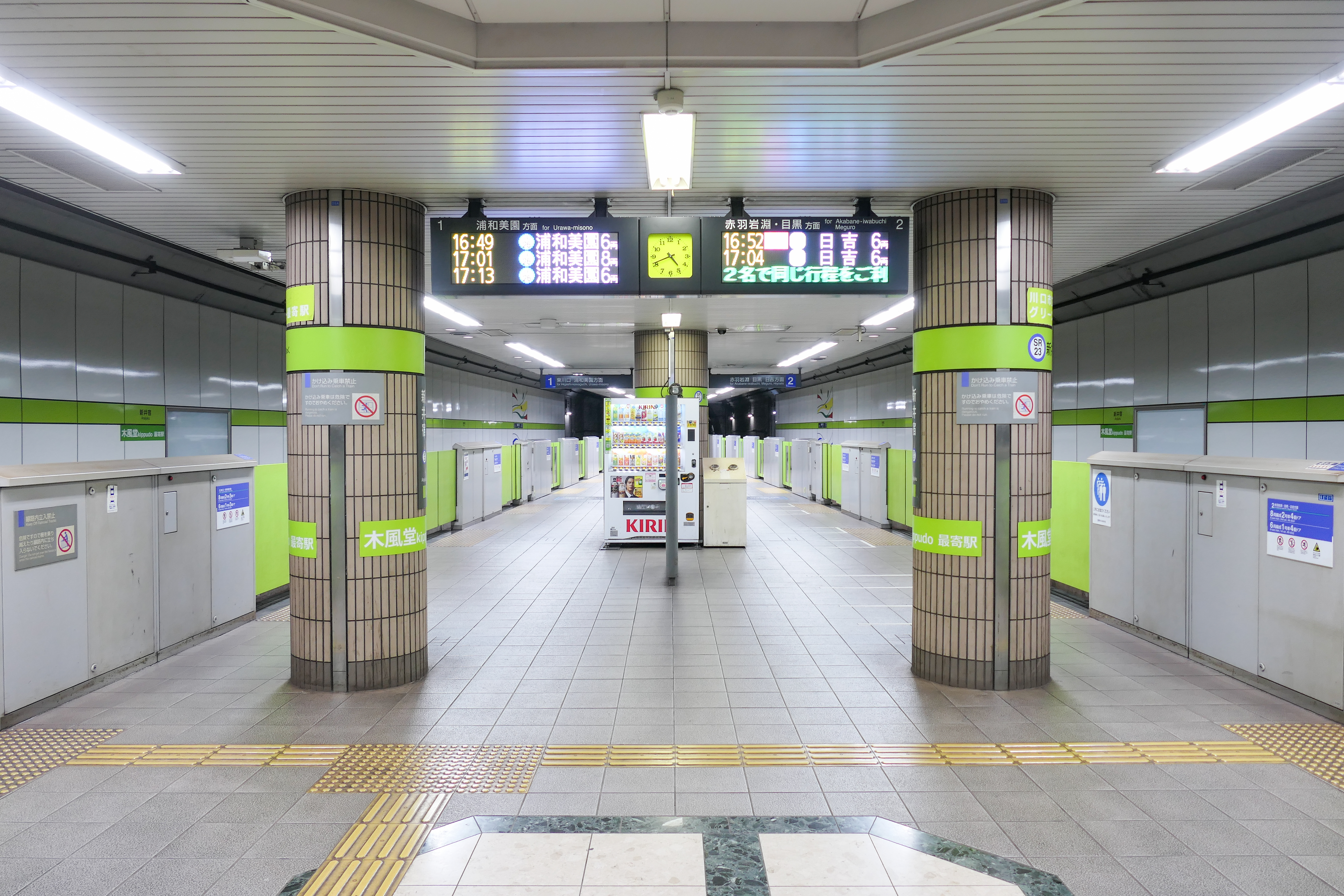
ホーム（2022年12月）

## 利用状況
2024年度の1日平均乗車人員は6,230人である。埼玉高速鉄道線の駅で最も利用者が少ない。
開業以降の1日平均乗車人員の推移は下表のとおりである。
| 年度               | 1日平均 乗車人員 | 出典     |
| ------------------ | ---------------- | -------- |
| 2001年（平成13年） | 2,881            | [ * 1 ]  |
| 2002年（平成14年） | 3,131            | [ * 2 ]  |
| 2003年（平成15年） | 3,298            | [ * 3 ]  |
| 2004年（平成16年） | 3,599            | [ * 4 ]  |
| 2005年（平成17年） | 3,793            | [ * 5 ]  |
| 2006年（平成18年） | 3,990            | [ * 6 ]  |
| 2007年（平成19年） | 4,185            | [ * 7 ]  |
| 2008年（平成20年） | 4,340            | [ * 8 ]  |
| 2009年（平成21年） | 4,445            | [ * 9 ]  |
| 2010年（平成22年） | 4,571            | [ * 10 ] |
| 2011年（平成23年） | 4,515            | [ * 11 ] |
| 2012年（平成24年） | 4,575            | [ * 12 ] |
| 2013年（平成25年） | 4,790            | [ * 13 ] |
| 2014年（平成26年） | 4,924            | [ * 14 ] |
| 2015年（平成27年） | 5,166            | [ * 15 ] |
| 2016年（平成28年） | 5,316            | [ * 16 ] |
| 2017年（平成29年） | 5,536            | [ * 17 ] |
| 2018年（平成30年） | 5,782            | [ * 18 ] |
| 2019年（令和元年） | 5,913            | [ * 19 ] |
| 2020年（令和02年） | 4,722            | [ * 20 ] |
| 2021年（令和03年） | 4,920            |          |
| 2022年（令和04年） | 5,493            |          |
| 2023年（令和05年） | 5,976            |          |
| 2024年（令和06年） | 6,230            |          |

## 駅周辺

### 1番出入口
国道122号側出入口。駐輪階への出入口とバス停（簡易ロータリー）がある。
- 国道122号
- 川口市立医療センター
- 川口市立グリーンセンター
- 川口フォーシーズンメモリアル
- ドン・キホーテ川口新井宿店
- 首都高速川口線新井宿出入口
- 新井宿氷川神社
- 創価学会川口北文化会館
- 川口市立桜町小学校

### 2番出入口
地蔵院、源長寺方面
- 鳩ヶ谷桜町郵便局
- 川口市立桜町小学校
- 地蔵院
- 法性寺
- 赤山歴史自然公園（イイナパーク川口）
- 川口パーキングエリア・川口ハイウェイオアシス
- 川口市めぐりの森
- 赤山城址
- 埼玉県道105号さいたま鳩ヶ谷線（日光御成街道）
- 埼玉県道161号越谷鳩ヶ谷線
- 鳩ヶ谷中央病院
- 源長寺
- イオンスタイル新井宿駅前店
- 西友 川口赤山店
  - ドラッグストア マツモトキヨシ 西友川口赤山店

## 路線バス
| 乗り場       | 乗り場 | 系統                         | 主要経由地                                                           | 行先                          | 運行事業者                             | 備考                                    |            |
| ------------ | ------ | ---------------------------- | -------------------------------------------------------------------- | ----------------------------- | -------------------------------------- | --------------------------------------- | ---------- |
| 新井宿駅     | 1      | 赤20                         |                                                                      | 川口市立医療センター          | 国際興業                               |                                         |            |
| 新井宿駅     | 1      | 川23                         | 川口市立医療センター・道合・上青木交番                               | 川口駅東口                    | 国際興業                               |                                         |            |
| 新井宿駅     | 1      | 西川06                       | 川口市立医療センター・道合・六円橋                                   | 西川口駅東口                  | 国際興業                               | 平日朝夕、土曜6:00発                    |            |
| 新井宿駅     | 1      | 蕨06                         | 川口市立医療センター・川口北スポーツセンター・宮根                   | 蕨駅東口                      | 国際興業                               |                                         |            |
| 新井宿駅     | 2      | 東浦82                       | 石神中・木曽呂                                                       | 東浦和駅                      | 国際興業                               |                                         |            |
| 新井宿駅     | 2      | 東川03                       | 神根公民館・木曽呂・差間中央                                         | 東川口駅南口                  | 国際興業                               | 毎日朝のみ                              |            |
| 新井宿駅     | 2      | 蕨03                         | 桜町二丁目・鳩ヶ谷駅・上青木交番                                     | 蕨駅東口                      | 国際興業                               |                                         |            |
| 新井宿駅     | 2      | 赤20                         | 桜町二丁目・鳩ヶ谷庁舎・南鳩ヶ谷駅・川口元郷駅・荒川大橋・赤羽岩淵駅 | 赤羽駅東口                    | 国際興業                               | 毎日9時台〜17時台（毎時1本）            |            |
| 新井宿駅     | 2      | 安80                         | 神根公民館・木曽呂                                                   | 戸塚安行駅                    | 国際興業                               | 平日6:27発の1便                         |            |
| 新井宿駅     | 2      | 鳩80                         |                                                                      | 鳩ヶ谷車庫(赤山)              | 国際興業                               | 毎日朝・昼                              |            |
| 新井宿駅     | 2      | 10                           | 川口05                                                               | 医療センター→東川口駅南口方面 | 戸塚・安行循環：戸塚安行駅(時計回り)   | 川口市コミュニティバス みんななかまバス | 平日・土曜 |
| 新井宿駅     | 2      | 10                           | 川口05                                                               | 峯八幡宮→川口緑化センター方面 | 戸塚・安行循環：戸塚安行駅(反時計回り) | 川口市コミュニティバス みんななかまバス | 平日・土曜 |
| 新井宿駅入口 |        | 東浦82                       | 石神中・木曽呂                                                       | 東浦和駅                      | 国際興業                               |                                         |            |
| 新井宿駅入口 | 安80   | 神根公民館・木曽呂           | 戸塚安行駅                                                           | 平日6:27発の1便               | 国際興業                               |                                         |            |
| 新井宿駅入口 | 東川03 | 神根公民館・木曽呂・差間中央 | 東川口駅南口                                                         | 毎日朝のみ                    | 国際興業                               |                                         |            |

- 川口市コミュニティバス みんななかまバスの運行は国際興業バス
- 国際興業のバスはすべて鳩ヶ谷営業所所管である。かつて鳩ヶ谷営業所は当駅至近に所在していたが、2014年6月15日を以って赤山へ移転した。移転に際して旧鳩ヶ谷車庫起終点で当駅経由の路線は一部を除き当駅始発に改められた。
- 以前は赤羽駅東口発京浜東北線・埼京線終電接続深夜バス・池袋駅西口からの山手線終電接続深夜急行バス新井宿駅行が運行されていたが、赤羽駅発の深夜バスは東浦和駅行に・深夜急行バスは南浦和駅経由東浦和駅行に変更された。

## 隣の駅
埼玉高速鉄道
 埼玉高速鉄道線
鳩ヶ谷駅 (SR 22) - 新井宿駅 (SR 23) - 戸塚安行駅 (SR 24)